# 상진초등학교 적성분교
상진초등학교 적성분교는 대한민국 충청북도 단양군 적성면 금수산로 963-16 (하리)에 있었던 공립 초등학교이다.

## 연혁
- 1936년 6월 10일 적성공립보통학교(4년제) 개교(설립인가 5월 2일)
- 1938년 4월 1일 적성공립심상소학교로 개칭
- 1939년 3월 11일 6년제 개편
- 1941년 4월 1일 적성공립국민학교로 개칭
- 1953년 4월 3일 기동분교장 설치
- 1984년 3월 1일 병설유치원 개원
- 1990년 3월 1일 기동분교장 매포초등학교로 통폐합
- 1996년 3월 1일 적성초등학교로 개칭
- 1997년 3월 1일 상진초등학교 적성분교로 격하 편입
- 1999년 9월 1일 상진초등학교로 통합(57회 3,395명)